# Горбовский, Глеб Яковлевич
Глеб Яковлевич Горбо́вский (4 октября 1931, Ленинград — 26 февраля 2019, Санкт-Петербург) — русский советский поэт и прозаик. Член Русского ПЕН-центра (1996). Академик Академии российской словесности (1996).

## Биография
Родился 4 октября 1931 года в Ленинграде в учительской семье; родители окончили Ленинградский педагогический институт имени А. И. Герцена. Отец, Яков Алексеевич Горбовский (1900—1992), выходец из старообрядческой семьи псковских крестьян, живших в Порховском уезде (получивших фамилию по названию деревни Горбово), воевал за красных в Гражданскую войну, был ранен, потерял глаз, в мирное время — учитель русского языка и литературы. По доносу был арестован, обвинялся в создании антисоветской организации, в подготовке покушения на наркома путей сообщения Лазаря Кагановича, был репрессирован в 1937 году. В тюремных камерах встречался с Львом Гумилёвым, но тот держался особняком. Отбывал срок до 1945 года в Онеглаге на лесоповале, затем остался в ссылке. Не привычный сперва к тяжёлой физической работе, к крепким морозам, едва не погиб, но потом вспоминал из тех времён только хорошее, человеческую помощь и взаимовыручку, иногда что-то нелепое и смешное.
Сына воспитывала мать, учитель русского языка и литературы, Галина Ивановна Суханова (1904—1996).
Бабушка по матери — коми, детская писательница Агния Суханова.
В школу пошёл в Порхове Псковской области.
Летом 1941 года, в начале Великой Отечественной войны, был на каникулах у своей тётки по отцу в Порхове. Город был вскоре занят германскими войсками. «Немцы собрали возле школы всё население, вынесли из помещения несколько застеклённых рамок с портретами наших вождей и, трахнув ими о землю, начали топтать сапогами, приговаривая ругательства, яростно и одновременно весело сплёвывая. Хрустели портреты Сталина, Ворошилова, Кагановича. Топтали наши иконы, изображения наших идолов. Никто даже пикнуть не успел, как всё было кончено. И стало ясно: пришло время, способное растоптать не только портреты, но и любого из нас. Именно эта демонстрация врагом наглядного урока с применением наглядных пособий потрясла моё детское воображение до изначальных глубин».
Оказавшись на оккупированной территории, с конца 1941 года бродяжничал, батрачил на латышских хуторах: «Три года оккупации я жил — чтобы выжить… Жил, как зверёныш! Не довелось мне быть ни юным партизаном, ни пионером-героем. Отирался возле немецких госпиталей, где вкалывали подсобниками наши пожилые мужики — расконвоированные военнопленные. Ну и я вроде — при них. Возили на лошадях дрова с лесной делянки, с карьера — песок, с колодца — воду; чистили отхожие места. Как к нам относились немцы? Могли и конфету-бомбошку какую-нибудь протянуть, могли и шалость простить, даже шкоду, а могли и повесить за ничтожную провинность», «Война меня кормила из помойки, пороешься — и что-нибудь найдёшь. Как серенькая мышка-землеройка, как некогда пронырливый Гаврош. Зеленёнький сухарик, корка сыра, консервных банок терпкий аромат». Мама всю блокаду прожила в Ленинграде.
После войны Глеб жил в детских домах, выпивал, покуривал, подворовывал.
В 1945 году поступил в ремесленное училище в Поволжье, откуда за кражу пистолета у случайно знакомого офицера попал в колонию для несовершеннолетних преступников в городе Маркс, из которой сумел освободиться, совершив удачный побег. Добрался до Ленинграда, но мать с отчимом к тому времени переехали в Новороссийск, и Горбовский уехал под Кинешму (Ивановская область), где преподавал в школе деревни Жилино его ссыльный отец, который помог ему оформить паспорт и окончить (пройдя пять классов за год) семилетку (уже в селе Богородское Владимирской области).
Начал писать стихи в 15 лет. У отца они вызывали критику, тот считал, что сначала надо получить образование, и опасался за сына с таким неправильным, на его взгляд, мировоззрением: «Знаешь! — кричал отец. — Знаешь, чего у тебя нет?! В сочинении твоём литературном? Любви! Любви не слышно… Тепла её милосердного! Накручено, наверчено, а любви не слыхать!» Девятилетку Глеб всё-таки окончил («девять классов — девять школ»).
Вернувшись в Ленинград, учился в ремесленном училище № 13. Впоследствии писал: «Когда Николай <Рубцов> вдруг узнал, что я — недоучка и в какой-то мере скиталец, бродяга, то проникся ко мне искренним уважением. Не из солидарности неуча к неучу… а из солидарности неприкаянных, причём неприкаянных сызмальства…»
В 1951 году был призван в армию, из-за близорукости служил в стройбате; за три года службы 296 суток отсидел на гауптвахте за самовольные отлучки из части и другие дисциплинарные правонарушения.
С 1954 по 1957 год учился в Ленинградском полиграфическом техникуме, как отслуживший срочную воинскую службу был принят без экзаменов, но потом отчислен. Работал модельщиком на фабрике «Красный октябрь», слесарем, грузчиком. Был рабочим в геологических и изыскательских экспедициях на территориях Сахалина, Камчатки и Средней Азии.
Первая публикация стихов — в волховской районной газете «Сталинская правда» (1955). С середины 1950-х годов стихи Горбовского печатали «Ленинградский альманах», молодёжная газета «Смена» и других. Занимался в литературных объединениях, сначала в ДК профтехобразования у Давида Дара, затем у Глеба Семёнова в Горном институте.
В литобъединении Горного института познакомился с поэтессой Лидией Дмитриевной Гладкой (28.06.1934 — 2.04.2018), женился на ней в 1956 году. Дети от этого брака: Марина Глебовна Горбовская (р. 1957, названная в честь Марины Цветаевой), Сергей Глебович Горбовский (р. 1958, названный в честь Сергея Есенина). В 1957 году уехал из Ленинграда, работал взрывником в полевых сейсморазведочных партиях и комплексных экспедициях на Северном и Южном Сахалине. Через несколько лет вернулся в Ленинград (1963).
В 1960 году ленинградское отделение издательства «Советский писатель» выпустило первую книгу Глеба Горбовского — сборник стихов «Поиски тепла».
Член СП СССР с 1963 года.
С 1960 года вышло более двадцати поэтических сборников Глеба Горбовского. В их числе: «Косые сучья» (1966), «Монолог» (1977), «Крепость» (1979), «Черты лица» (1982), «Падший ангел» (2001), а также ряд сборников детских стихов.
Известность пришла в 1968 году, с выходом в свет четвёртого сборника его стихов «Тишина», подвергшегося официальной критике: «Мои стихи не были диссидентскими: слишком густ был патриотический замес в моём сознании, слишком сильна любовь к Родине. Но они были необычны — по-своему окаянны, своенравны — и уже потому не укладывались в прокрустово ложе официальной поэзии, раздражали блюстителей лжеидеологии той поры». Став популярным, начал много и часто выпивать, участвовал в многочисленных застольях ленинградских поэтов. Особенно близок был с Николаем Рубцовым, по мнению которого, образ жизни Горбовского был ужасающе диким («…Поэт, как волк, напьётся натощак, И неподвижно, словно на портрете, Всё тяжелей сидит на табурете, И всё молчит, не двигаясь никак») и впереди его друга могла ждать только скорая и такая же бессмысленная смерть. Но ещё с юности выработав в себе привычку к литературному труду, Глеб ежедневно писал по несколько страниц текста. Лечился от алкоголизма.
Два сборника стихов Глеба Горбовского «Окаянная головушка» (1999) и «Распутица» (2000) были отмечены литературными премиями.
В 1969 году женился на филологе и поэтессе Светлане Фёдоровне Вишневской (стихи С. Ф. Вишневской публиковались в журналах «День поэзии», «Аврора» и т. д.); дочь от этого брака — Светлана Глебовна Горбовская (р. 1974) — доктор филологических наук, литературовед, доцент СПбГУ.
С 1974 года писал также прозу. Если для раннего творчества Горбовского характерны абсурдистские эксперименты, то поздние стихи преимущественно выдержаны в реалистическо-традиционной стилистике. Основными темами произведений были природа и человеческое одиночество.
Написал либретто оперетты «Гори, гори, моя звезда» на музыку Станислава Пожлакова (1978).
Недолго, около года, вёл занятия в литературном объединении в ЛГУ имени А. А. Жданова.
В 1981 году был награждён орденом «Знак Почёта». В 1986—1991 годах входил в состав правления Союза писателей СССР. Являлся членом Русского ПЕН-Центра. Лауреат Государственной премии РСФСР имени М. Горького (1984) и Царскосельской художественной премии (2016).
Перестройку поэт принимать не хотел.
В 1991 году написал книгу воспоминаний «Остывшие следы».
В 1953 году в Череповце написал стихотворение «Когда качаются фонарики ночные…», ставшее впоследствии популярной песней. Также стали популярными песни на стихи Горбовского «У павильона „Пиво-Воды“ стоял советский постовой» и «Ах вы груди мои, груди, носят женские вас люди»; также он сочинял и «народные» частушки («Что за странная страна,// Не поймешь какая?// Выпил — власть была одна,// Закусил — другая!», 19 августа 1991 года).
Песни на стихи Горбовского писали композиторы В. П. Соловьев-Седой, C. И. Пожлаков («Розовый слон» и другие), А. С. Морозов (наиболее известна детская песня «Папа, подари мне куклу!»), А. И. Колкер, всего на его слова написано около 300 песен. Песни на стихи Горбовского исполняли В. Кикабидзе, Э. Пьеха, Э. Хиль, В. Толкунова, А. Дольский и другие исполнители.
Был трижды женат, имел троих детей, но, по собственному признанию, был «всегда от них — как бы на отшибе».
Жил в Ленинграде на Пушкинской улице, а в последние годы — в Комарово, где в июне 2019-го на домике, в котором в летнее время проживал поэт с супругой Лидией Гладкой, была открыта мемориальная доска.
Похоронен на Богословском кладбище (участок Р).
Шутливые заметки о Горбовском есть у Довлатова.

## Отзывы критиков
Стихам Горбовского присущи приятная музыкальность и намеренно простой подбор слов и рифм, его строки обретают глубину благодаря широте обзора и необычности ассоциаций. Горбовский одержим поисками изначального смысла явлений жизни; его одиночество требует утешения; связь между эпохой и вечностью, реальностью и сказкой, человеком и вселенной постоянно воплощается в новых и новых поэтических образах. Показывая человека с его ответственностью перед самим собой, перед другими людьми и судьбой, Горбовский способен быть выше советской повседневности и от её непосредственного изображения прийти к этим основным жизненным вопросам как символам.
— Вольфганг Казак

## Премии
- Государственная премия РСФСР имени М. Горького (1984) — за книгу стихов «Черты лица» (1982)
- лауреат конкурса «Умное сердце» имени Андрея Платонова по разделу «Поэзия» (Москва, 1995)
- лауреат общественного конкурса (по опросу жителей Санкт-Петербурга) «Литератор года» (2001)
- «Золотое перо» Межрегионального Союза писателей Северо-Запада (2001)
- православная литературная премия Святого князя Александра Невского (2005)
- премия правительства Санкт-Петербурга в области литературы (2005)
- Новая Пушкинская премия (2000)
- Премия Союзного государства в области литературы и искусства (2012)[19]
- Царскосельская художественная премия (2016)

## Награды
- орден «Знак Почёта» (2.10.1981)
- Петровская медаль «За веру и верность» от Капитула российских орденов (2000)
- юбилейная медаль памяти маршала Георгия Жукова (2001)

### Сборники стихов
- Поиски тепла: Стихи. — Л.: Советский писатель, 1960
- Спасибо, земля: Вторая книга стихов. — М.—Л.: Советский писатель, 1964
- Косые сучья: Третья книга стихов. — М.—Л.: Советский писатель, 1966
- Тишина: Четвёртая книга стихов. — Л.: Лениздат, 1968
- Новое лето: Пятая книга стихов. — Л.: Советский писатель, 1971
- Возвращение в дом. Стихи. — М.: Современник, 1974
- Стихотворения — Л.: Лениздат, 1975
- Долина. Стихотворения. — Л.: Советский писатель, 1975
- Видения на холмах: Новые стихи. — М.: Молодая гвардия, 1977
- Монолог: Стихи. — Л.:Художественная литература, 1977
- Крепость: Новые стихи. — Л.: Лениздат, 1979
- Явь: Стихи разных лет.— М.: Современник, 1981
- Избранное. — Л.: Художественная литература, 1981
- Черты лица: Стихотворения. — Л.: Советский писатель, 1982; то же — М.: Советская Россия, 1985
- Заветное слово: Новые стихи. Поэма. — Л.: Лениздат, 1985
- Однажды на земле: Новые стихи. — М.: Молодая гвардия, 1985
- Отражения: Лирика. — Л.: Советский писатель, 1986
- Стихотворения. — Л.: Детская литература, 1987
- Сорокоуст: Триптих. — Л.: Советский писатель, 1989
- «Сижу на нарах…» (из непечатного). — СПб.: ЛИО «Редактор», 1992
- Флейта в бурьяне: Новые стихи. — СПб.: Любавич, 1996
- Сгоревшие крылья: Новороссийский цикл стихов. — Новороссийск: Капитель, 1996
- Окаянная головушка: Избранные стихотворения (1953—1998). — СПб.: Историческая иллюстрация, 1999
- Распутица: Избранные стихи (1990—2000). — СПб.: Историческая иллюстрация, 2000
- Падший ангел: Стихотворения. — М.: ЭКСМО-Пресс, 2001

### Книги прозы
- Вокзал: Повести. — Л.: Советский писатель, 1980
- Первые проталины. Повести. — Л., «Советский писатель», 1984
- Звонок на рассвете. Повести. — М., «Современник», 1985
- Свирель на ветру. Повести. — Л., «Лениздат», 1987
- Плач за окном. Повести. — Л., «Советский писатель», 1989
- Остывшие следы. Записки литератора. — Л., «Лениздат», 1991
- Апостолы трезвости. Исповедь алкоголика. — Псков, «Отчина», 1994

### Стихи для детей
- Городские вывески. — М., «Малыш», 1964
- Кто на чём едет. — Л., «Детская литература», 1965
- Чудеса под ногами. — Л., «Детская литература», 1967
- Разные истории. — Л., «Детская литература», 1972
- Веснушки на траве. — Л., «Детская литература», 1974
- Разговоры. — Л., «Детская литература», 1979

### Собрание сочинений
Собрание сочинений в семи томах. Стихотворения. Поэмы. Рассказы. Повести. Очерки. Мемуары. Статьи. СПб., «Историческая иллюстрация», 2003—2021 (+ книги-приложения к собранию сочинений).
- Том 1: Стихотворения. Поэмы. 1953—1963.
- Том 2: Стихотворения. Поэмы. Мемуары. 1963—1969.
- Том 3: Стихотворения. Поэмы. Мемуары. Очерки. 1970—1979.
- Том 4: Повести. Очерки. 1970—1980.
- Том 5: Стихотворения. Поэма. Мемуары. Статьи. 1980—1989.
- Том 6-1: Повести. 1981—1989.
- Том 6-2: Повести. 1980—1989.
- Том 7-1: Стихотворения. Мемуары. 1990-1995.
- Том 7-2: Стихотворения. 1996-1999

#### Приложения к собранию сочинений
- Человек-песня: Стихи, ставшие песнями. 1953—2013.
- На празднике Жизни: Избранные стихотворения. 2000-2010-е гг.